# Civilisation koutchéenne
 (mai 2009).
Si vous disposez d'ouvrages ou d'articles de référence ou si vous connaissez des sites web de qualité traitant du thème abordé ici, merci de compléter l'article en donnant les références utiles à sa vérifiabilité et en les liant à la section « Notes et références ».
Les Koutchéens, dénommés Rong-Chiens par les Chinois, étaient le plus important peuple tokharien vivant dans le bassin du Tarim au premier millénaire de notre ère. Pour connaître leur civilisation, on dispose des observations effectuées par les Chinois, ainsi que des quelques documents laissés par les Koutchéens et découverts au début du XXe siècle. Ces documents ne sont pas très nombreux, mais ils apportent quand même quelques précieux renseignements. Par ailleurs, selon une coutume répandue dans tous les pays bouddhiques à cette époque, les Koutchéens ont creusé des grottes dans les parois friables de certaines falaises pour en faire des sanctuaires. Leurs parois sont décorées d’une riche iconographie à caractère religieux, mais qui illustre parfois certains aspects laïcs de la civilisation koutchéenne. Le site le plus connu est celui des grottes de Kizil.